# Dichapetalum pedunculatum
Dichapetalum pedunculatum är en tvåhjärtbladig växtart som först beskrevs av Dc., och fick sitt nu gällande namn av Henri Ernest Baillon. Dichapetalum pedunculatum ingår i släktet Dichapetalum och familjen Dichapetalaceae. Inga underarter finns listade i Catalogue of Life.